# Thomas Linacre
 (mars 2019).
Si vous disposez d'ouvrages ou d'articles de référence ou si vous connaissez des sites web de qualité traitant du thème abordé ici, merci de compléter l'article en donnant les références utiles à sa vérifiabilité et en les liant à la section « Notes et références ».
Thomas Linacre (ou Lynaker) (né vers 1460 à Brampton dans le Derbyshire – mort le 20 octobre 1524) est un médecin et un humaniste anglais, fondateur du College of Physicians de Londres (1518) qui est sans doute la plus vieille académie de médecine d'Europe.

## Biographie

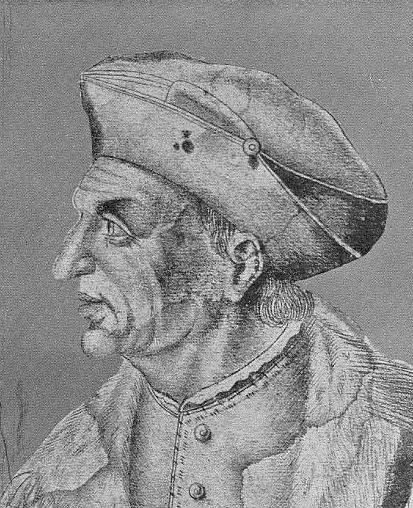
Thomas Linacre

### La passion des lettres classiques
Les Linacre sont une ancienne famille anglaise dont le nom est cité dans le Domesday Book. Thomas Linacre apprit la grammaire à l'école de la Cathédrale de Canterbury, sous la tutelle de William Tilly de Selling, qui devait devenir prieur de Canterbury en 1472. C'est probablement Selling qui donna à Linacre le goût des études classiques. Linacre fréquenta l'Université d'Oxford à partir de 1480, et dès 1484 était élu fellow (professeur titulaire) de All Souls College. Peu après il accompagna en Italie son ancien maître Selling, dépêché par le roi Henry VII auprès du Saint-Siège. Linacre le suivit en fait jusqu'à Bologne. Là il devint l'étudiant d'Ange Politien, et partagea les leçons que l'érudit italien dispensait aux fils de Laurent de Médicis. Le cadet de ces princes devait devenir pape sous le nom de Léon X, et se souviendra des heures d'études passées avec Linacre.
Parmi les autres professeurs et amis qu'il fréquenta en Italie, il y a lieu de citer Demetrius Chalcondylas, Hermolao Barbaro, Alde Manuce (l'imprimeur vénitien), et Nicolas Léonicène de Vicence. Linacre fut reçu docteur en médecine maxima cum laude à l'Université de Padoue.
De retour à Oxford, expert des lettres classiques et chantre des merveilles de la Renaissance italienne, il forma le Cercle d'Oxford, une brillante coterie de lettrés qui comptait parmi ses membres John Colet, William Grocyn et William Latimer, que l'on retrouve cités dans la correspondance d'Érasme.

### Médecin de cour
Linacre ne paraît avoir ni pratiqué, ni même enseigné la médecine à Oxford. Vers 1501 il fut appelé à la Cour en tant que précepteur du Prince de Galles. À l'avènement du roi Henry VIII en 1509, il fut nommé médecin du roi, une charge considérable à l'époque sur le plan de l'influence, et s'établit comme médecin à Londres, avec pour patients les plus grands hommes d'états et prélats de son temps, dont le Cardinal Wolsey, l'archevêque William Warham et l'évêque Fox. Après quelques années d'exercice de la médecine, Linacre prononça ses vœux de prêtrise et devint recteur de Wigan en 1520, encore qu'il eût bénéficié de prébendes plusieurs années auparavant, dont celle d'archichantre de la collégiale d'York. Son ordination coïncide avec son retrait de la vie publique. La composition littéraire, la gestion des institutions qu'il avait de manière essentielle contribué à faire naître, comme le Royal College of Physicians de Londres, l'occupèrent jusqu'à la fin de ses jours.

## Œuvres
L'activité littéraire de Linacre se reflète d'une part dans son enseignement, et d'autre part dans ses traductions d'œuvres depuis le grec. De son enseignement, il nous reste des éléments de grammaire latine (Progymnasmata Grammatices vulgaria), composés en anglais, dont il rédigea une seconde version pour l'instruction de la princesse Mary, et qui fut plus tard traduite en latin par Robert Buchanan. Il écrivit aussi un traité de stylistique latine, De emendata structura Latini sermonis, qui fut publiée à Londres en 1524 et connut plusieurs éditions successives sur le continent.
Les seuls traités de Linacre sur la médecine sont des traductions. Il voulait rendre possible à tous la lecture de Galien (et aussi les traités naturalistes d'Aristote) en traduisant ces auteurs en latin. Ce qu'il réalisa pour le premier de ces deux auteurs, quoique banal, est considérable au regard de la masse des écrits de Galien ; de ses traductions d'Aristote, dont on sait que certaines ont été complétées par la suite, il ne nous reste en revanche rien. Voici la liste des traités de Galien traduits par Linacre:
1. De sanitate tuenda, (Paris, 1517)
2. Methodus medendi (Paris, 1519)
3. De temperamentis et de Inaequali Intemperie (Cambridge, 1521)
4. De naturalibus facultatibus (Londres, 1523)
5. De symptomatum differentiis et causis (Londres, 1524)
6. De pulsuum Usu (Londres, sans date).

Pour l'instruction du Prince Arthur, il traduisit encore un traité d'astronomie de Proclus, De sphaera, qui parut à Venise sur les Presses aldines en 1499. La précision et l'élégance de ces traductions faisaient alors l'unanimité. Elles furent généralement reçues comme les versions officielles des traités concernés, et réimprimées plusieurs fois de suite, soit au sein du corpus galénique, soit en édition séparée.

## Postérité
Linacre était davantage un professeur qu’un chercheur. S’il est difficile de juger de ses capacités de médecin, du moins est-il certain qu’il était fort apprécié de ses contemporains. Il ne s'impliqua ni dans les débats politiques, ni dans les disputes théologiques, mais sa carrière universitaire est caractéristique du contexte tendu des milieux savants de son époque : il fut l’un des premiers Anglais à étudier le grec directement auprès des maîtres italiens, et fit bénéficier son pays et son université des précieuses leçons de ce « Nouveau Savoir ». Il avait pu fréquenter quelques-uns des plus grands érudits de son époque. En ce qui concerne ses nombreux étudiants, il suffit, pour rendre témoignage du rayonnement de son enseignement, de mentionner, pour le grec, le nom d’Érasme, et pour les Belles-lettres et la politique, des personnalités comme Thomas More, le prince Arthur et la reine Marie. Il comptait parmi ses amis John Colet, Grocyn, William Lilye et bien d’autres universitaires, et par sa correspondance, il était reconnu de toute l’Europe savante.
Le plus important service rendu par Linacre à la médecine est la fondation garantie par privilège royal du College of Physicians à Londres, dont il fut le premier président, et qu’il enrichit à sa mort par le legs de sa maison et de sa bibliothèque. Peu avant sa mort, Linacre obtint du roi la création par lettres patentes d’une chaire de médecine à Oxford et à Cambridge, leur léguant des terres de valeur considérable pour pourvoir leurs titulaires. Deux chaires furent instituées à Merton College (Oxford), et une à St John's College (Cambridge), mais une coupable négligence et une mauvaise gestion des biens en dépôt les rendit inutiles et ignorées des possibles candidats. La chaire d’Oxford fut rétablie à l'initiative des régents de l'université en 1856 sous l’appellation de Chaire Linacre de zoologie (aujourd'hui la Linacre professorship of anatomy).
Sa minutie et une tendance à rechercher l’exhaustivité sont, selon Érasme, les raisons essentielles pour lesquelles Linacre ne laissa pas de chef-d’œuvre littéraire portant son nom. Et en effet, il est difficile aujourd'hui d’expliquer, à la lumière des écrits qui nous sont parvenus, l'incroyable réputation dont il jouissait auprès de ses contemporains. Érasme s'enthousiasmait pour son style en latin, ainsi que pour son esprit critique (« vir non exacti tantum sed sever judicii »). Selon d'autres, il était difficile de dire s’il fallait plutôt l’admirer en tant que grammairien ou en tant que rhétoricien. Pour ce qui concerne le grec, il était considéré comme un expert consommé ; il était tout aussi admiré en tant que « philosophe » (c'est-à-dire en tant qu'expert des œuvres des philosophes et des savants de l'Antiquité). Sans doute y a-t-il là quelque exagération, mais tous ont rendu témoignage de la hauteur d’esprit de Linacre, de sa grande valeur morale, que son épitaphe, composée par John Caius, résume assez bien 

« Fraudes dolosque mire perosus; idus amicis; omnibus ordinibus juxta carus. »